# Valchan Peak
Der Valchan Peak (englisch; bulgarisch Вълчанов връх Waltschanow wrach) ist ein 2700 m hoher, felsiger und spitzer Berggipfel im Hauptkamm der nordzentralen Sentinel Range des Ellsworthgebirges im westantarktischen Ellsworthland. Er ragt 6,17 km ostsüdöstlich des Mount Hubley, 5,73 km südsüdwestlich des Strahil Peak, 5,1 km südwestlich des Mount Hale und 5,6 km westlich bis nördlich des Mount Bentley aus einem Berggrat auf, der sich vom Mount Bentley über eine Länge von 15 km westnordwestwärts zum Mount Hubley erstreckt.
US-amerikanische Wissenschaftler kartierten ihn 1961 und 1988. Die bulgarische Kommission für Antarktische Geographische Namen benannte ihn 2014 nach dem bulgarischen Rebellenführer Waltschan Wojwoda (eigentlich Waltschan Pandurski, 1775–1863).